# Ruisseau des Planches
Ne doit pas être confondu avec Ruisseau des Planchettes.
Le ruisseau des Planches est une rivière française qui coule dans la métropole de Lyon en région Auvergne-Rhône-Alpes. C'est un petit affluent en rive droite de la Saône.

## Géographie
D'une longueur d'environ 11 km, le ruisseau des Planches naît à Dardilly, près du lieu-dit Les Prés Michoux, à quelques dizaines de mètres du passage de l'autoroute A89, et coule ensuite vers le sud, formant plus loin la limite entre Charbonnières-les-Bains en rive droite (ouest) et Écully en rive gauche (est). Son cours s'oriente ensuite vers l'est en longeant le nord de la commune de Tassin-la-Demi-Lune. Bordant toujours Écully au nord, il entre dans le 9e arrondissement de Lyon, où en grande partie enterré, il rejoint la Saône (par la rue de la Corderie, vers le quai Jaÿr) après avoir traversé le quartier de Vaise.
Le ruisseau des Planches est le dernier affluent de la Saône avant la confluence de cette dernière avec le Rhône, 7 km en aval.

### Communes traversées
Le ruisseau des Planches arrose les communes de Dardilly, Charbonnières-les-Bains, Écully, Tassin-la-Demi-Lune et Lyon (9e arrondissement).

## Histoire

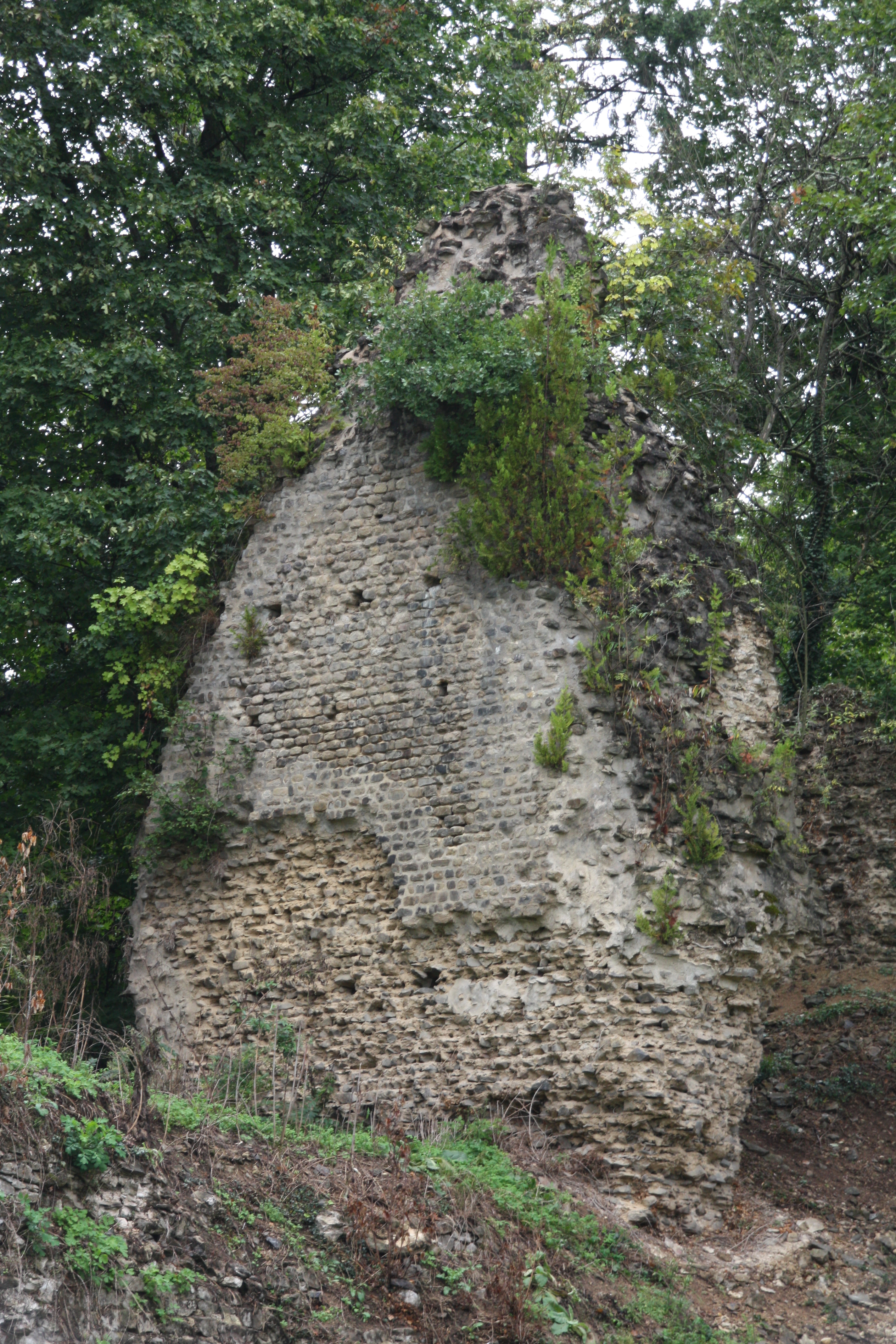
Vestiges du pont-siphon des Planches.

Le cours du ruisseau est traversé par l'aqueduc antique de la Brévenne ; le franchissement est permis par un pont-siphon dont subsistent des vestiges.
Fortement urbanisé et artificialisé, le ruisseau des Planches bénéficie de travaux et réflexions visant à en restaurer la qualité et la continuité écologiques.